# 烟台银口天竺鲷
烟台银口天竺鲷（学名：Jaydia tchefouensis）是輻鰭魚綱鈎頭魚目天竺鯛科银口天竺鲷属的一种鱼类，分布于中国山东烟台。但对其是否是有效种一直存在争议。
烟台银口天竺鲷模式标本包含1尾正模标本和2尾副模标本。2000年对2尾副模标本的重新检视认为，烟台银口天竺鲷应该是细条银口天竺鲷、横带银口天竺鲷或印度洋银口天竺鲷之一的异名；鱼类学家馬渕浩司则认为不确定是细条银口天竺鲷次异名或印度洋银口天竺鲷首异名。